# Tillers kommun
Tillers kommun (norska: Tiller kommune) är en före detta kommun i dåvarande Sør-Trøndelag fylke i Norge. Området är sedan 1964 en del av Trondheims kommun och omfattar delar av stadsdelen Heimdal och områdena öster därom, mot älven Nidelva. Området har en hel del företags- och industriområden, samt köpcentrum. Bl.a. finns City Syd där, Trondheims största köpcentrum.

## Historia
Kommunen bildades genom en utbrytning ur Klæbu kommun 1899. Kommunen hade då 533 invånare. 1964 slogs Tiller, Leinstrand, Byneset och Strinda kommuner samman med Trondheims kommun. Folkmängden i Tiller hade då vuxit till 3 595 invånare.